# Matériel roulant du TER Auvergne-Rhône-Alpes
Cette page est une annexe de l'article « TER Auvergne-Rhône-Alpes ».

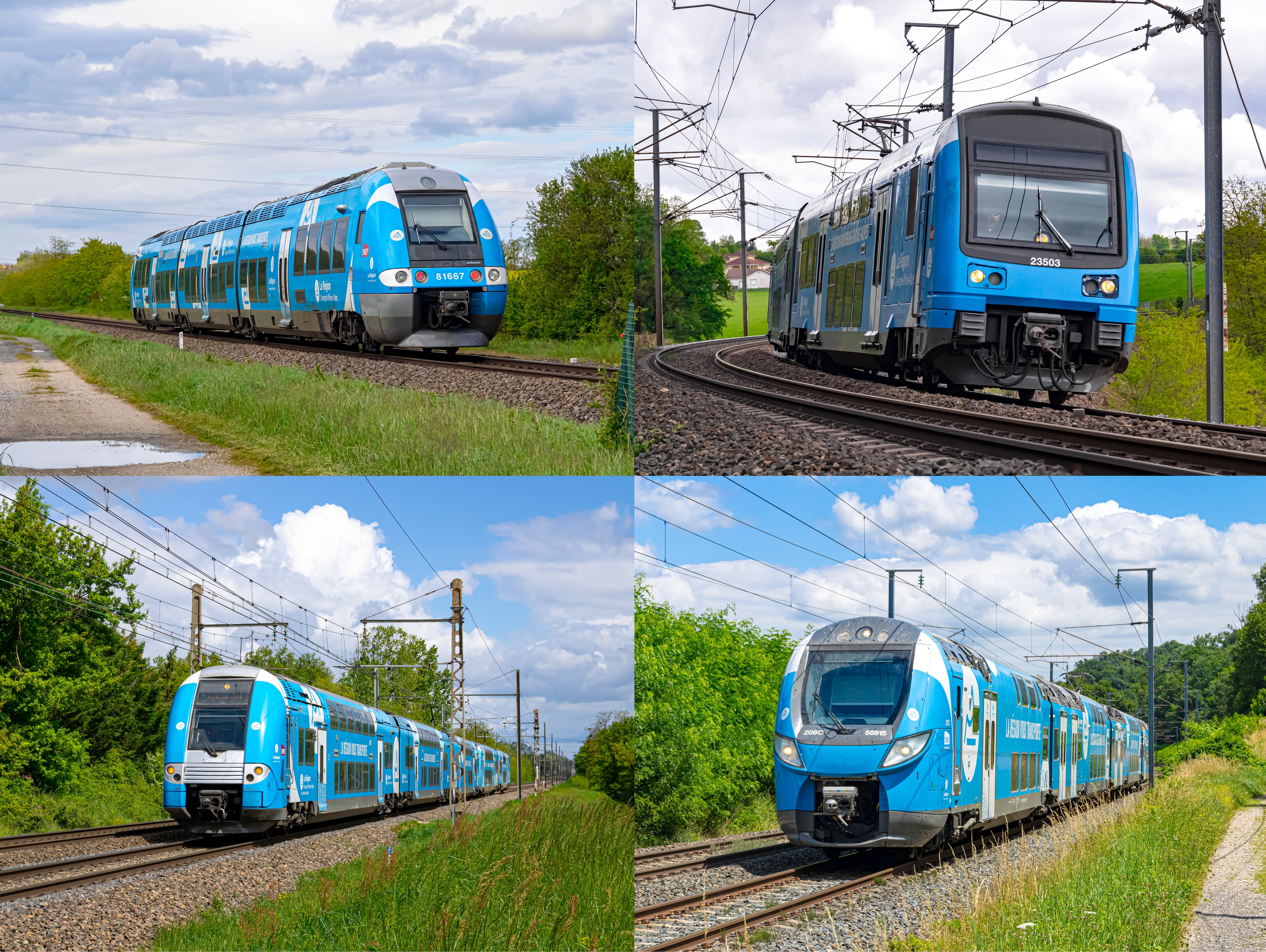
Un train AGC, un Z 23500, un Z 24500 et un Regio 2N circulant en Auvergne-Rhône-Alpes.

Cette liste recense les parcs de matériels roulants utilisés par le réseau TER Auvergne-Rhône-Alpes depuis le 1er janvier 2017.
Le parc roulant du TER Auvergne-Rhône-Alpes est essentiellement hérité des dotations TER des anciennes régions Auvergne et Rhône-Alpes.

## Synthèse du parc roulant
Synthèse du parc au 18 décembre 2022
Au quatrième trimestre 2022, le parc du matériel roulant de la région est constitué de 434 engins. 
Le parc est gérées par trois Supervisions techniques de flotte (STF)
- SAU : STF Auvergne (Nevers)
- SRA : STF Rhône-Alpes (Chambéry, Vénissieux, Lyon-L'Arbresle, Lyon-Vaise)
- SMB : STF Mont Blanc (Saint-Gervais-les-Bains)

Certaines rames de la région sont en prêt auprès d'Intercités ou encore SNCF Voyages.

## Matériel roulant

### Locomotives électriques

#### BB 22200
| Motrice    | Mise en service   | Radiation | STF | Baptême/obs           | Livrée    |
| ---------- | ----------------- | --------- | --- | --------------------- | --------- |
| BB 22209-R | 5 juin 1977       | –         | SRA | –                     | Grise     |
| BB 22214-R | 15 juillet 1977   | –         | SRA | Dole                  | En voyage |
| BB 22248-R | 17 janvier 1978   | –         | SRA | –                     | Grise     |
| BB 22249-R | 16 janvier 1978   | –         | SRA | Velaux                | Grise     |
| BB 22257-R | 29 janvier 1978   | –         | SRA | –                     | Grise     |
| BB 22260-R | 6 février 1978    | –         | SRA | –                     | Grise     |
| BB 22264-R | 20 février 1978   | –         | SRA | –                     | En voyage |
| BB 22266-R | 26 février 1978   | –         | SRA | –                     | En voyage |
| BB 22269-R | 25 mars 1978      | –         | SRA | –                     | En voyage |
| BB 22271-R | 21 avril 1978     | –         | SRA | –                     | Grise     |
| BB 22313-R | 23 décembre 1979  | –         | SRA | Digne-les-Bains       | En voyage |
| BB 22314-R | 12 janvier 1980   | –         | SRA | Tain-l'Hermitage      | En voyage |
| BB 22316-R | 8 février 1980    | –         | SRA | Lomme-lez-Lille       | En voyage |
| BB 22350-R | 3 octobre 1980    | –         | SRA | –                     | En voyage |
| BB 22353-R | 5 mai 1983        | –         | SRA | Plaisir               | Grise     |
| BB 22354-R | 17 juin 1983      | –         | SRA | Ancenis               | En voyage |
| BB 22355-R | 22 juin 1983      | –         | SRA | Sèvres                | Grise     |
| BB 22357-R | 29 juin 1983      | –         | SRA | –                     | En voyage |
| BB 22358-R | 30 juin 1983      | –         | SRA | –                     | Grise     |
| BB 22360-R | 12 juillet 1983   | –         | SRA | –                     | En voyage |
| BB 22362-R | 19 octobre 1983   | –         | SRA | –                     | Grise     |
| BB 22363-R | 2 septembre 1983  | –         | SRA | –                     | Grise     |
| BB 22364-R | 21 septembre 1983 | –         | SRA | –                     | Grise     |
| BB 22391-R | 5 décembre 1985   | –         | SRA | Hirson                | En voyage |
| BB 22392-R | 18 décembre 1985  | –         | SRA | Charles Tellier       | En voyage |
| BB 22393-R | 23 décembre 1985  | –         | SRA | Pont-à-Vendin         | En voyage |
| BB 22394-R | 27 décembre 1985  | –         | SRA | Joinville-le-Pont     | En voyage |
| BB 22395-R | 28 janvier 1986   | –         | SRA | Neuilly-Plaisance     | En voyage |
| BB 22396-R | 30 janvier 1986   | –         | SRA | Baie de Somme         | En voyage |
| BB 22397-R | 11 février 1986   | –         | SRA | Pagny-sur-Moselle     | En voyage |
| BB 22398-R | 11 mars 1986      | –         | SRA | Coudekerque-Branche   | En voyage |
| BB 22400-R | 27 mars 1986      | –         | SRA | Montigny-en-Ostrevent | Grise     |

#### BB 67400 Thermique
| Motrice  | Mise en service | Radiation       | STF | Baptême/obs           | Livrée    |
| -------- | --------------- | --------------- | --- | --------------------- | --------- |
| BB 67555 | 2 juillet 1973  | 9 décembre 2017 | SAU | –                     | Corail+   |
| BB 67556 | 2 juillet 1973  | –               | SAU | Transféré au matériel | Bleue     |
| BB 67557 | 13 août 1973    | 5 avril 2022    | SAU | –                     | Corail+   |
| BB 67566 | 26 octobre 1973 | 14 octobre 2021 | SAU | –                     | Corail+   |
| BB 67574 | 14 janvier 1974 | –               | SAU | Transféré au matériel | Corail+   |
| BB 67601 | 3 octobre 1974  | 21 octobre 2017 | SAU | –                     | Bleue     |
| BB 67610 | 4 février 1975  | –               | SLI | Transféré à Infra     | En voyage |
| BB 67613 | 31 mars 1975    | –               | SAU | Transféré au matériel | En voyage |
| BB 67616 | 22 avril 1975   | –               | SAU | –                     | En voyage |
| BB 67628 | 24 juillet 1975 | –               | SAU | –                     | En voyage |

### Automotrices bimode

#### B 81500 (AGC)
| Rames       | Mise en service   | Radiation | STF | Baptême/obs   | Livrée                           |
| ----------- | ----------------- | --------- | --- | ------------- | -------------------------------- |
| B 81505/506 | 10 juin 2004      | –         | SRA | Rénovée OPTER | Nouvelle livrée AURA (bleu ciel) |
| B 81517/518 | 6 octobre 2004    | –         | SRA | Rénovée OPTER | Nouvelle livrée AURA (bleu ciel) |
| B 81521/522 | 23 novembre 2004  | –         | SRA | –             | Neutre                           |
| B 81527/528 | 26 janvier 2005   | –         | SRA | –             |                                  |
| B 81529/530 | 1er février 2005  | –         | SRA | Rénovée OPTER | Nouvelle livrée AURA (bleu ciel) |
| B 81539/540 | 1er mars 2005     | –         | SRA | –             | Neutre                           |
| B 81543/544 | 5 avril 2005      | –         | SRA | –             | AURA                             |
| B 81553/554 | 21 juin 2005      | –         | SRA | –             |                                  |
| B 81555/556 | 21 juin 2005      | –         | SRA | Rénovée OPTER | Nouvelle livrée AURA (bleu ciel) |
| B 81561/562 | 1er juin 2005     | –         | SRA | –             | AURA                             |
| B 81565/566 | 14 septembre 2005 | –         | SRA | –             | Neutre                           |
| B 81567/568 | 21 septembre 2005 | –         | SRA | –             | Neutre                           |
| B 81571/572 | 10 novembre 2005  | –         | SRA | –             | Neutre                           |
| B 81575/576 | 26 novembre 2005  | –         | SRA | –             | AURA                             |
| B 81653/654 | 15 février 2007   | –         | SRA | –             | Neutre                           |
| B 81655/656 | 22 mars 2007      | –         | SRA | –             | AURA                             |
| B 81657/658 | 1er juin 2007     | –         | SRA | –             |                                  |
| B 81659/660 | 1er juillet 2007  | –         | SRA | –             |                                  |
| B 81661/662 | 7 novembre 2007   | –         | SRA | –             | AURA                             |
| B 81663/664 | 1er décembre 2007 | –         | SRA | –             | AURA                             |
| B 81667/668 | 12 février 2008   | –         | SRA | –             | AURA                             |
| B 81669/670 | 21 février 2008   | –         | SRA | –             | AURA                             |
| B 81673/674 | 13 mars 2008      | –         | SRA | –             |                                  |
| B 81691/692 | 1er mai 2008      | –         | SRA | –             |                                  |
| B 81699/700 | 1er juillet 2008  | –         | SRA | –             | Neutre                           |
| B 81703/704 | 16 octobre 2008   | –         | SRA | –             |                                  |
| B 81707/708 | 29 octobre 2008   | –         | SRA | –             |                                  |
| B 81709/710 | 29 octobre 2008   | –         | SRA | –             |                                  |
| B 81711/712 | 29 octobre 2008   | –         | SRA | –             | AURA                             |
| B 81713/714 | 7 novembre 2008   | –         | SRA | –             |                                  |
| B 81715/716 | 18 novembre 2008  | –         | SRA | –             | Neutre                           |
| B 81717/718 | 18 novembre 2008  | –         | SRA | –             |                                  |
| B 81719/720 | 18 novembre 2008  | –         | SRA | –             |                                  |
| B 81721/722 | 18 novembre 2008  | –         | SRA | –             |                                  |
| B 81723/724 | 26 novembre 2008  | –         | SRA | –             |                                  |
| B 81725/726 | 15 janvier 2009   | –         | SRA | –             |                                  |
| B 81729/730 | 16 janvier 2009   | –         | SRA | –             |                                  |
| B 81731/732 | 16 janvier 2009   | –         | SRA | –             | Neutre                           |
| B 81733/734 | 16 janvier 2009   | –         | SRA | –             |                                  |
| B 81735/736 | 16 janvier 2009   | –         | SRA | –             | Neutre                           |
| B 81737/738 | 19 janvier 2009   | –         | SRA | –             | AURA                             |

#### B 82500 (AGC)
| Rames       | Mise en service   | Radiation | STF | Baptême/obs | Livrée |
| ----------- | ----------------- | --------- | --- | ----------- | ------ |
| B 82543/544 | 13 juin 2008      | –         | SRA | –           | Neutre |
| B 82567/568 | 2 mars 2009       | –         | SRA | –           | Neutre |
| B 82569/570 | 3 mars 2009       | –         | SRA | –           | Neutre |
| B 82573/574 | 7 avril 2009      | –         | SRA | –           | Neutre |
| B 82575/576 | 7 avril 2009      | –         | SRA | –           | Neutre |
| B 82579/580 | 20 mai 2009       | –         | SRA | –           |        |
| B 82581/582 | 27 mai 2009       | –         | SRA | –           | Neutre |
| B 82587/588 | 22 juin 2009      | –         | SRA | –           | Neutre |
| B 82591/592 | 6 juillet 2009    | –         | SRA | –           |        |
| B 82593/594 | 6 juillet 2009    | –         | SRA | –           | Neutre |
| B 82599/600 | 24 août 2009      | –         | SRA | –           | Neutre |
| B 82607/608 | 22 septembre 2009 | –         | SRA | –           | Neutre |
| B 82609/610 | 12 octobre 2009   | –         | SRA | –           |        |
| B 82613/614 | 8 octobre 2009    | –         | SRA | –           |        |
| B 82615/616 | 8 octobre 2009    | –         | SRA | –           | Neutre |
| B 82617/618 | 8 octobre 2009    | –         | SRA | –           |        |
| B 82619/620 | 8 octobre 2009    | –         | SRA | –           | Neutre |
| B 82621/622 | 8 octobre 2009    | –         | SRA | –           | Neutre |
| B 82703/704 | 7 avril 2010      | –         | SRA | –           | Neutre |
| B 82705/706 | 7 avril 2010      | –         | SRA | –           | Neutre |
| B 82711/712 | 28 avril 2010     | –         | SRA | –           | Neutre |
| B 82713/714 | 6 mai 2010        | –         | SRA | –           |        |
| B 82715/716 | 6 mai 2010        | –         | SRA | –           |        |
| B 82717/718 | 6 mai 2010        | –         | SRA | –           |        |
| B 82719/720 | 7 mai 2010        | –         | SRA | –           | Neutre |
| B 82721/722 | 7 mai 2010        | –         | SRA | –           | Neutre |
| B 82723/724 | 20 novembre 2009  | –         | SRA | –           | Neutre |
| B 82725/726 | 23 juin 2010      | –         | SRA | –           | Neutre |
| B 82727/728 | 23 juin 2010      | –         | SRA | –           |        |

#### B 84500 (Régiolis)
| Rames       | Mise en service  | Radiation | STF | Baptême/obs | Livrée |
| ----------- | ---------------- | --------- | --- | ----------- | ------ |
| B 84621/622 | 9 septembre 2016 | –         | SRA | –           | AURA   |
| B 84623/624 | 9 septembre 2016 | –         | SRA | –           | AURA   |
| B 84625/626 | 14 octobre 2016  | –         | SRA | –           | AURA   |
| B 84627/628 | 14 octobre 2016  | –         | SRA | –           | AURA   |
| B 84629/630 | 16 novembre 2016 | –         | SRA | –           | AURA   |
| B 84631/632 | 16 novembre 2016 | –         | SRA | –           | AURA   |
| B 84633/634 | 17 janvier 2017  | –         | SRA | –           | AURA   |
| B 84635/636 | 13 janvier 2017  | –         | SRA | –           | AURA   |
| B 84637/638 | 13 février 2017  | –         | SRA | –           | AURA   |
| B 84639/640 | 22 février 2017  | –         | SRA | –           | AURA   |
| B 84641/642 | 24 mars 2017     | –         | SRA | –           | AURA   |
| B 84643/644 | 23 mars 2017     | –         | SRA | –           | AURA   |

### Automotrices thermique

#### X 73500 (ATER)
| Rames   | Mise en service   | Radiation | STF | Baptême/obs | Livrée |
| ------- | ----------------- | --------- | --- | ----------- | ------ |
| X 73505 | 21 janvier 2000   | –         | SRA | –           |        |
| X 73524 | 8 février 2000    | –         | SRA | –           |        |
| X 73530 | 23 août 2000      | –         | SRA | –           | AURA   |
| X 73537 | 3 mai 2000        | –         | SAU | –           | AURA   |
| X 73540 | 23 juin 2000      | –         | SRA | –           |        |
| X 73561 | 6 novembre 2000   | –         | SRA | –           |        |
| X 73571 | 18 janvier 2001   | –         | SRA | –           |        |
| X 73581 | 6 mars 2001       | –         | SAU | –           | AURA   |
| X 73589 | 27 avril 2001     | –         | SRA | –           | AURA   |
| X 73592 | 16 mai 2001       | –         | SRA | –           | AURA   |
| X 73600 | 19 juin 2001      | –         | SRA | –           |        |
| X 73607 | 30 juillet 2001   | –         | SAU | –           |        |
| X 73616 | 7 septembre 2001  | –         | SRA | –           | AURA   |
| X 73617 | 6 septembre 2001  | –         | SAU | –           |        |
| X 73618 | 12 septembre 2001 | –         | SRA | –           | AURA   |
| X 73619 | 14 septembre 2001 | –         | SRA | –           |        |
| X 73620 | 18 septembre 2001 | –         | SRA | –           | AURA   |
| X 73621 | 20 septembre 2001 | –         | SRA | –           |        |
| X 73622 | 19 septembre 2001 | –         | SRA | –           | AURA   |
| X 73625 | 4 octobre 2001    | –         | SRA | –           | AURA   |
| X 73628 | 11 octobre 2001   | –         | SAU | –           | AURA   |
| X 73629 | 26 octobre 2001   | –         | SAU | –           | AURA   |
| X 73634 | 4 décembre 2001   | –         | SRA | –           |        |
| X 73635 | 8 novembre 2001   | –         | SRA | –           |        |
| X 73636 | 7 novembre 2001   | –         | SRA | –           | AURA   |
| X 73637 | 5 décembre 2001   | –         | SRA | –           |        |
| X 73638 | 4 janvier 2002    | –         | SRA | –           | AURA   |
| X 73639 | 11 décembre 2001  | –         | SAU | –           | AURA   |
| X 73640 | 1er janvier 2002  | –         | SRA | –           |        |
| X 73641 | 3 janvier 2002    | –         | SRA | –           |        |
| X 73642 | 12 décembre 2001  | –         | SRA | –           |        |
| X 73643 | 6 décembre 2001   | –         | SRA | –           | AURA   |
| X 73662 | 22 février 2002   | –         | SAU | –           | AURA   |
| X 73663 | 28 février 2002   | –         | SRA | –           |        |
| X 73664 | 1er mars 2002     | –         | SRA | –           |        |
| X 73665 | 21 février 2002   | –         | SRA | –           |        |
| X 73666 | 26 février 2002   | –         | SRA | –           | AURA   |
| X 73667 | 27 février 2002   | –         | SAU | –           |        |
| X 73668 | 13 mars 2002      | –         | SRA | –           | AURA   |
| X 73669 | 29 mars 2002      | –         | SRA | –           |        |
| X 73670 | 12 mars 2002      | –         | SRA | –           | AURA   |
| X 73671 | 20 mars 2002      | –         | SRA | –           |        |
| X 73672 | 19 mars 2002      | –         | SAU | –           | AURA   |
| X 73673 | 5 avril 2002      | –         | SRA | –           | AURA   |
| X 73674 | 4 avril 2002      | –         | SAU | –           |        |
| X 73675 | 3 avril 2002      | –         | SAU | –           | AURA   |
| X 73676 | 10 avril 2002     | –         | SAU | –           | AURA   |
| X 73677 | 11 avril 2002     | –         | SAU | –           |        |
| X 73678 | 17 avril 2002     | –         | SAU | –           | AURA   |
| X 73679 | 16 avril 2002     | –         | SAU | –           | AURA   |
| X 73680 | 24 avril 2002     | –         | SAU | –           | AURA   |
| X 73681 | 26 juin 2002      | –         | SAU | –           |        |
| X 73682 | 12 juin 2002      | –         | SAU | –           | AURA   |
| X 73683 | 19 juin 2002      | –         | SAU | –           | AURA   |
| X 73684 | 21 juin 2002      | –         | SAU | –           | AURA   |
| X 73685 | 11 juin 2002      | –         | SAU | –           |        |
| X 73686 | 4 juin 2002       | –         | SAU | –           | AURA   |
| X 73687 | 31 mai 2002       | –         | SAU | –           |        |
| X 73688 | 6 juin 2002       | –         | SAU | –           | AURA   |
| X 73689 | 7 juin 2002       | –         | SAU | –           | AURA   |
| X 73690 | 5 juin 2002       | –         | SAU | –           |        |
| X 73691 | 10 juillet 2002   | –         | SAU | –           |        |
| X 73692 | 27 juin 2002      | –         | SAU | –           | AURA   |
| X 73693 | 12 juillet 2002   | –         | SAU | –           | AURA   |
| X 73694 | 9 juillet 2002    | –         | SAU | –           |        |
| X 73695 | 8 juillet 2002    | –         | SAU | –           | AURA   |
| X 73696 | 11 juillet 2002   | –         | SAU | –           |        |
| X 73697 | 5 juillet 2002    | –         | SAU | –           | AURA   |
| X 73698 | 31 juillet 2002   | –         | SAU | –           | AURA   |
| X 73699 | 30 juillet 2002   | –         | SAU | –           |        |
| X 73700 | 23 juillet 2002   | –         | SAU | –           | AURA   |
| X 73701 | 2 août 2002       | –         | SAU | –           |        |
| X 73702 | 27 juillet 2002   | –         | SAU | –           | AURA   |
| X 73703 | 26 août 2002      | –         | SAU | –           | AURA   |
| X 73704 | 8 août 2002       | –         | SAU | –           |        |
| X 73708 | 27 septembre 2002 | –         | SRA | –           |        |
| X 73709 | 3 octobre 2002    | –         | SRA | –           | AURA   |
| X 73710 | 3 octobre 2002    | –         | SRA | –           | AURA   |
| X 73711 | 2 octobre 2002    | –         | SRA | –           |        |
| X 73712 | 3 octobre 2002    | –         | SRA | –           |        |
| X 73713 | 3 octobre 2002    | –         | SRA | –           |        |
| X 73714 | 9 octobre 2002    | –         | SRA | –           | AURA   |
| X 73766 | 1er juillet 2003  | –         | SAU | –           |        |
| X 73770 | 1er juillet 2003  | –         | SAU | –           |        |
| X 73801 | 16 mars 2004      | –         | SRA | –           |        |
| X 73802 | 15 avril 2004     | –         | SRA | –           | AURA   |

#### X 76500 (AGC)
| Rames       | Mise en service    | Radiation | STF | Baptême/obs   | Livrée                           |
| ----------- | ------------------ | --------- | --- | ------------- | -------------------------------- |
| X 76507/508 | 17 août 2004       | –         | SAU | Rénovée OPTER | Nouvelle livrée AURA (bleu ciel) |
| X 76511/512 | 4 mai 2004         | –         | SAU | Rénovée OPTER | Nouvelle livrée AURA (bleu ciel) |
| X 76521/522 | 1er septembre 2004 | –         | SAU | –             |                                  |
| X 76531/532 | 13 décembre 2004   | –         | SAU | Rénovée OPTER | Nouvelle livrée AURA (bleu ciel) |
| X 76535/536 | 22 novembre 2004   | –         | SAU | –             |                                  |
| X 76549/550 | 1er février 2005   | –         | SAU | –             |                                  |
| X 76561/562 | 15 mars 2005       | –         | SAU | –             |                                  |
| X 76639/640 | 31 janvier 2006    | –         | SAU | –             |                                  |
| X 76649/650 | 27 février 2006    | –         | SAU | –             |                                  |
| X 76655/656 | 12 avril 2006      | –         | SAU | –             |                                  |
| X 76657/658 | 5 mai 2006         | –         | SAU | –             |                                  |
| X 76663/664 | 10 mai 2006        | –         | SAU | –             |                                  |
| X 76665/666 | 17 mai 2006        | –         | SAU | –             |                                  |
| X 76723/724 | 1er avril 2008     | –         | SAU | –             | AURA                             |
| X 76725/726 | 31 mars 2008       | –         | SAU | –             |                                  |
| X 76765/766 | 16 janvier 2009    | –         | SAU | –             |                                  |
| X 76767/768 | 16 janvier 2009    | –         | SAU | –             |                                  |
| X 76769/770 | 16 janvier 2009    | –         | SAU | –             | AURA                             |
| X 76771/772 | 29 janvier 2009    | –         | SAU | –             |                                  |
| X 76773/774 | 29 janvier 2009    | –         | SAU | –             |                                  |
| X 76775/776 | 6 février 2009     | –         | SAU | –             | Neutre                           |
| X 76813/814 | 28 juillet 2009    | –         | SAU | –             |                                  |
| X 76819/820 | 23 septembre 2009  | –         | SAU | –             |                                  |
| X 76825/826 | 20 octobre 2009    | –         | SAU | –             | AURA                             |
| X 76827/828 | 26 octobre 2009    | –         | SAU | –             |                                  |
| X 76831/832 | 14 décembre 2009   | –         | SAU | –             |                                  |

### Automotrices électriques

#### Z 23500 (TER2N PG)
| Rames   | Mise en service   | Radiation | STF | Baptême/obs | Livrée |
| ------- | ----------------- | --------- | --- | ----------- | ------ |
| Z 23503 | 11 juin 1998      | –         | SRA | –           | AURA   |
| Z 23512 | 11 juin 1998      | –         | SRA | –           | AURA   |
| Z 23515 | 15 juin 1998      | –         | SRA | –           | AURA   |
| Z 23523 | 31 juillet 1998   | –         | SRA | –           | AURA   |
| Z 23527 | 2 octobre 1998    | –         | SRA | –           | AURA   |
| Z 23531 | 9 novembre 1998   | –         | SRA | –           | AURA   |
| Z 23535 | 3 décembre 1998   | –         | SRA | –           | AURA   |
| Z 23539 | 7 janvier 1999    | –         | SRA | –           | AURA   |
| Z 23548 | 18 mars 1999      | –         | SRA | –           | AURA   |
| Z 23556 | 28 mai 1999       | -         | SRA | –           | AURA   |
| Z 23560 | 16 juin 1999      | –         | SRA | –           | AURA   |
| Z 23564 | 19 juillet 1999   | –         | SRA | –           | AURA   |
| Z 23567 | 20 septembre 1999 | -         | SRA | –           | AURA   |
| Z 23570 | 27 octobre 1999   | –         | SRA | –           | AURA   |
| Z 23573 | 2 décembre 1999   | –         | SRA | –           | AURA   |
| Z 23575 | 23 décembre 1999  | –         | SRA | –           | AURA   |

#### Z 24500 (TER2N NG)
| Rames       | identif. | Mise en service   | Radiation | STF | Baptême/obs         | Livrée                           |
| ----------- | -------- | ----------------- | --------- | --- | ------------------- | -------------------------------- |
| Z 24501/502 | 301      | 30 juin 2004      | –         | SRA | Rénovée OPTER       | Nouvelle livrée AURA (bleu ciel) |
| Z 24505/506 | 303      | 30 juin 2004      | –         | SRA | Rénovée OPTER       | Nouvelle livrée AURA (bleu ciel) |
| Z 24513/514 | 307      | 15 novembre 2004  | –         | SRA | Rénovée OPTER       | Nouvelle livrée AURA (bleu ciel) |
| Z 24527/528 | 314      | 3 décembre 2004   | –         | SRA | Rénovée OPTER       | Nouvelle livrée AURA (bleu ciel) |
| Z 24531/532 | 316      | 1er janvier 2005  | –         | SRA | Rénovée OPTER       | Nouvelle livrée AURA (bleu ciel) |
| Z 24533/534 | 317      | 5 janvier 2005    | –         | SRA | –                   | AURA                             |
| Z 24535/536 | 318      | 1er janvier 2005  | –         | SRA | –                   | AURA                             |
| Z 24537/538 | 319      | 5 janvier 2005    | –         | SRA | –                   | AURA                             |
| Z 24539/540 | 320      | 13 janvier 2005   | –         | SRA | –                   | AURA                             |
| Z 24541/542 | 321      | 13 janvier 2005   | –         | SRA | –                   | AURA                             |
| Z 24543/544 | 322      | 19 janvier 2005   | –         | SRA | –                   | AURA                             |
| Z 24573/574 | 337      | 17 décembre 2005  | –         | SRA | –                   | AURA                             |
| Z 24577/578 | 339      | 6 janvier 2006    | –         | SRA | –                   | AURA                             |
| Z 24583/584 | 342      | 9 février 2006    | –         | SRA | –                   | Neutre                           |
| Z 24589/590 | 345      | 2 mars 2006       | –         | SRA | –                   | AURA                             |
| Z 24591/592 | 346      | 15 mars 2006      | –         | SRA | –                   | Neutre                           |
| Z 24595/596 | 348      | 1er avril 2006    | –         | SRA | –                   | AURA                             |
| Z 24597/598 | 349      | 11 avril 2006     | –         | SRA | –                   | AURA                             |
| Z 24599/600 | 350      | 22 avril 2006     | –         | SRA | –                   | AURA                             |
| Z 24601/602 | 351      | 4 mai 2006        | –         | SRA | –                   | Neutre                           |
| Z 24603/604 | 352      | 31 mai 2006       | –         | SRA | –                   | AURA                             |
| Z 24605/606 | 353      | 16 juin 2006      | –         | SRA | –                   | AURA                             |
| Z 24607/608 | 354      | 23 juin 2006      | –         | SRA | –                   | AURA                             |
| Z 24609/610 | 355      | 5 juillet 2006    | –         | SRA | –                   | AURA                             |
| Z 24611/612 | 356      | 19 juillet 2006   | –         | SRA | –                   | Neutre                           |
| Z 24613/614 | 357      | 28 juillet 2006   | –         | SRA | –                   | AURA                             |
| Z 24615/616 | 358      | 14 septembre 2006 | –         | SRA | –                   | AURA                             |
| Z 24617/618 | 359      | 6 octobre 2006    | –         | SRA | –                   | AURA                             |
| Z 24619/620 | 360      | 15 décembre 2006  | –         | SRA | –                   | Neutre                           |
| Z 24621/622 | 361      | 15 décembre 2006  | –         | SRA | –                   | AURA                             |
| Z 24631/632 | 366      | 6 janvier 2007    | –         | SRA | –                   | AURA                             |
| Z 24633/634 | 367      | 31 janvier 2007   | –         | SRA | –                   | AURA                             |
| Z 24635/636 | 368      | 7 février 2007    | –         | SRA | –                   | AURA                             |
| Z 24641/642 | 371      | 3 mars 2007       | –         | SRA | –                   | Neutre                           |
| Z 24643/644 | 372      | 16 mars 2007      | –         | SRA | –                   | Neutre                           |
| Z 24645/646 | 373      | 3 avril 2007      | –         | SRA | –                   | AURA                             |
| Z 24697/698 | 399      | 29 mai 2008       | –         | SRA | –                   | Neutre                           |
| Z 24699/700 | 600      | 29 mai 2008       | –         | SRA | –                   | Neutre                           |
| Z 24701/702 | 601      | 2 juin 2008       | –         | SRA | –                   | AURA                             |
| Z 24703/704 | 602      | 2 juin 2008       | –         | SRA | –                   | Neutre                           |
| Z 24705/706 | 603      | 20 juin 2008      | –         | SRA | –                   | Neutre                           |
| Z 24707/708 | 604      | 25 juin 2008      | –         | SRA | –                   | AURA                             |
| Z 24709/710 | 605      | 25 juin 2008      | –         | SRA | –                   | AURA                             |
| Z 24711/712 | 606      | 11 juillet 2008   | –         | SRA | –                   | AURA                             |
| Z 24713/714 | 607      | 11 juillet 2008   | –         | SRA | –                   | AURA                             |
| Z 24715/716 | 608      | 31 juillet 2008   | –         | SRA | –                   | AURA                             |
| Z 24727/728 | 614      | 26 mars 2009      | –         | SRA | –                   | AURA                             |
| Z 24729/730 | 615      | 12 juin 2009      | –         | SRA | –                   | AURA                             |
| Z 24735/736 | 618      | 24 juillet 2009   | –         | SRA | –                   | Neutre                           |
| Z 24739/740 | 620      | 24 juillet 2009   | –         | SRA | –                   | AURA                             |
| Z 24743/744 | 622      | 4 septembre 2009  | –         | SRA | –                   | AURA                             |
| Z 24749/750 | 625      | 27 août 2009      | –         | SRA | –                   | AURA                             |
| Z 24751/752 | 626      | 9 octobre 2009    | –         | SRA | –                   | AURA                             |
| Z 24757/758 | 629      | 18 septembre 2009 | –         | SRA | –                   | AURA                             |
| Z 24759/760 | 630      | 9 octobre 2009    | –         | SRA | –                   | AURA                             |
| Z 24761/762 | 631      | 4 décembre 2009   | –         | SRA | –                   | Neutre                           |
| Z 24765/766 | 633      | 29 octobre 2009   | –         | SRA | 200e rame TER 2N NG | Neutre                           |
| Z 24767/768 | 634      | 29 octobre 2009   | –         | SRA | –                   | AURA                             |
| Z 24769/770 | 635      | 18 décembre 2009  | –         | SRA | –                   | Neutre                           |
| Z 24771/772 | 636      | 18 décembre 2009  | –         | SRA | –                   | AURA                             |

#### Z 27500 (AGC)
| Rames       | Mise en service   | Radiation | STF | Baptême/obs | Livrée |
| ----------- | ----------------- | --------- | --- | ----------- | ------ |
| Z 27529/530 | 12 janvier 2006   | –         | SRA | –           |        |
| Z 27533/534 | 6 décembre 2005   | –         | SRA | –           |        |
| Z 27573/574 | 24 mai 2006       | –         | SRA | –           |        |
| Z 27591/592 | 22 septembre 2006 | –         | SRA | –           |        |
| Z 27605/606 | 25 octobre 2006   | –         | SRA | –           |        |
| Z 27671/672 | 6 juin 2007       | –         | SRA | –           |        |
| Z 27677/678 | 5 juillet 2007    | –         | SRA | –           |        |
| Z 27683/684 | 1er août 2007     | –         | SRA | –           |        |
| Z 27685/686 | 1er août 2007     | –         | SRA | –           | Neutre |
| Z 27691/692 | 9 novembre 2007   | –         | SRA | –           |        |
| Z 27693/694 | 7 septembre 2007  | –         | SRA | –           |        |
| Z 27741/742 | 16 avril 2008     | –         | SRA | –           |        |
| Z 27751/752 | 2 mai 2008        | –         | SRA | –           |        |
| Z 27753/754 | 30 mai 2008       | –         | SRA | –           | Neutre |
| Z 27755/756 | 30 mai 2008       | –         | SRA | –           |        |

#### Z 31500 (Régiolis)
Ce matériel présente la particularité d'être principalement utilisé sur le réseau Léman Express.
| Rames      | Mise en service  | Radiation | STF | Baptême/obs | Livrée        |
| ---------- | ---------------- | --------- | --- | ----------- | ------------- |
| Z 31501/02 | 30 novembre 2019 | –         | SRA | –           | Léman Express |
| Z 31503/04 | 15 novembre 2019 | –         | SRA | –           | Léman Express |
| Z 31505/06 | 30 août 2019     | –         | SRA | –           | Léman Express |
| Z 31507/08 | 5 août 2019      | –         | SRA | –           | Léman Express |
| Z 31509/10 | 9 août 2019      | –         | SRA | –           | Léman Express |
| Z 31511/12 | 30 août 2019     | –         | SRA | –           | Léman Express |
| Z 31513/14 | 11 octobre 2019  | –         | SRA | –           | Léman Express |
| Z 31515/16 | 13 novembre 2019 | –         | SRA | –           | Léman Express |
| Z 31517/18 | 18 octobre 2019  | –         | SRA | –           | Léman Express |
| Z 31519/20 | 18 octobre 2019  | –         | SRA | –           | Léman Express |
| Z 31521/22 | 13 novembre 2019 | –         | SRA | –           | Léman Express |
| Z 31523/24 | 4 novembre 2019  | –         | SRA | –           | Léman Express |
| Z 31525/26 | 30 octobre 2019  | –         | SRA | –           | Léman Express |
| Z 31527/28 | 8 novembre 2019  | –         | SRA | –           | Léman Express |
| Z 31529/30 | 26 novembre 2019 | –         | SRA | –           | Léman Express |
| Z 31531/32 | 14 novembre 2019 | –         | SRA | –           | Léman Express |
| Z 31533/34 | 26 novembre 2019 | –         | SRA | –           | Léman Express |
| Z 31535/36 | 25 février 2021  | –         | SRA | –           | AURA          |
| Z 31537/38 | 5 janvier 2021   | –         | SRA | –           | AURA          |
| Z 31539/40 | 12 février 2021  | –         | SRA | –           | AURA          |
| Z 31541/42 | 8 mars 2021      | –         | SRA | –           | AURA          |
| Z 31543/44 | 11 mai 2021      | –         | SRA | –           | AURA          |
| Z 31545/46 | 29 mars 2021     | –         | SRA | –           | AURA          |
| Z 31547/48 | 4 mai 2021       | –         | SRA | –           | Léman Express |
| Z 31549/50 | 4 mai 2021       | –         | SRA | –           | Léman Express |
| Z 31551/52 | 16 juin 2021     | –         | SRA | –           | Léman Express |
| Z 31553/54 | 29 juin 2021     | –         | SRA | –           | Léman Express |

#### Z 55500 (RÉGIO2N)
| Rames       | identif. | Mise en service   | Radiation | STF | Baptême/obs           | Livrée                           |
| ----------- | -------- | ----------------- | --------- | --- | --------------------- | -------------------------------- |
| Z 55511/512 | 006C     | 9 novembre 2015   | –         | SRA | –                     | AURA                             |
| Z 55521/522 | 011C     | 6 août 2015       | –         | SRA | Retrofit, Livrée AuRa | AURA                             |
| Z 55527/528 | 014C     | 1er avril 2016    | –         | SRA | –                     | AURA                             |
| Z 55539/540 | 020C     | 24 octobre 2014   | –         | SRA | –                     | AURA                             |
| Z 55549/550 | 025C     | 24 septembre 2015 | –         | SRA | –                     | AURA                             |
| Z 55559/560 | 030C     | 1er décembre 2014 | –         | SRA | –                     | AURA                             |
| Z 55567/568 | 034C     | 6 février 2015    | –         | SRA | –                     | AURA                             |
| Z 55573/574 | 037C     | 24 février 2015   | –         | SRA | –                     | AURA                             |
| Z 55581/582 | 041C     | 13 février 2015   | –         | SRA | –                     | AURA                             |
| Z 55593/594 | 047C     | 13 mai 2015       | –         | SRA | –                     | AURA                             |
| Z 55595/596 | 048C     | 24 juillet 2015   | –         | SRA | –                     | AURA                             |
| Z 55597/598 | 049C     | 16 avril 2015     | –         | SRA | –                     | AURA                             |
| Z 55603/604 | 052C     | 23 septembre 2015 | –         | SRA | –                     | AURA                             |
| Z 55605/606 | 053C     | 7 octobre 2015    | –         | SRA | –                     | AURA                             |
| Z 55609/610 | 055C     | 30 juin 2015      | –         | SRA | –                     | AURA                             |
| Z 55615/616 | 058C     | 22 octobre 2015   | –         | SRA | –                     | AURA                             |
| Z 55617/618 | 059C     | 16 mars 2016      | –         | SRA | –                     | AURA                             |
| Z 55619/620 | 060C     | 16 mars 2016      | –         | SRA | –                     | AURA                             |
| Z 55627/628 | 064C     | 17 mars 2016      | –         | SRA | –                     | AURA                             |
| Z 55629/630 | 065C     | 29 mars 2016      | –         | SRA | –                     | AURA                             |
| Z 55631/632 | 066C     | 16 mars 2016      | –         | SRA | –                     | AURA                             |
| Z 55641/642 | 071C     | 16 mars 2016      | –         | SRA | –                     | AURA                             |
| Z 55643/644 | 072C     | 15 juin 2016      | –         | SRA | –                     | AURA                             |
| Z 55653/654 | 077C     | 14 avril 2016     | –         | SRA | –                     | AURA                             |
| Z 55655/656 | 078C     | 6 juillet 2016    | –         | SRA | –                     | AURA                             |
| Z 55665/666 | 083C     | 20 mai 2016       | –         | SRA | –                     | AURA                             |
| Z 55667/668 | 084C     | 1er juin 2016     | –         | SRA | –                     | AURA                             |
| Z 55677/678 | 089C     | 1er juillet 2016  | –         | SRA | –                     | AURA                             |
| Z 55679/680 | 090C     | 29 août 2016      | –         | SRA | –                     | AURA                             |
| Z 55687/688 | 094C     | 20 juillet 2016   | –         | SRA | –                     | AURA                             |
| Z 55689/690 | 095C     | 30 septembre 2016 | –         | SRA | –                     | AURA                             |
| Z 55697/698 | 099C     | 27 septembre 2016 | –         | SRA | –                     | AURA                             |
| Z 55699/700 | 100C     | 28 octobre 2016   | –         | SRA | –                     | AURA                             |
| Z 55707/708 | 104C     | 19 octobre 2016   | –         | SRA | –                     | AURA                             |
| Z 55709/710 | 105C     | 17 novembre 2016  | –         | SRA | –                     | AURA                             |
| Z 55711/712 | 106C     | 6 décembre 2016   | –         | SRA | –                     | AURA                             |
| Z 55713/714 | 107C     | 12 décembre 2016  | –         | SRA | –                     | AURA                             |
| Z 55717/718 | 109C     | 6 décembre 2016   | –         | SRA | –                     | AURA                             |
| Z 55721/722 | 111C     | 4 janvier 2017    | –         | SRA | –                     | AURA                             |
| Z 55723/724 | 112C     | 24 janvier 2017   | –         | SRA | –                     | AURA                             |
| Z 55901/902 | 201C     |                   | –         | SRA | –                     | Nouvelle livrée AURA (bleu ciel) |
| Z 55903/904 | 202C     | 14 mai 2024       | –         | SRA | –                     | Nouvelle livrée AURA (bleu ciel) |
| Z 55905/906 | 203C     | 7 mai 2024        | –         | SRA | –                     | Nouvelle livrée AURA (bleu ciel) |
| Z 55907/908 | 204C     | 17 mai 2024       | –         | SRA | –                     | Nouvelle livrée AURA (bleu ciel) |
| Z 55909/910 | 205C     | 14 mai 2024       | –         | SRA | –                     | Nouvelle livrée AURA (bleu ciel) |
| Z 55911/912 | 206C     | 23 mai 2024       | –         | SRA | –                     | Nouvelle livrée AURA (bleu ciel) |
| Z 55913/914 | 207C     | 6 juin 2024       | –         | SRA | –                     | Nouvelle livrée AURA (bleu ciel) |
| Z 55915/916 | 208C     | 7 juin 2024       | –         | SRA | –                     | Nouvelle livrée AURA (bleu ciel) |
| Z 55917/918 | 209C     | 17 juin 2024      | –         | SRA | –                     | Nouvelle livrée AURA (bleu ciel) |
| Z 55919/920 | 210C     | 25 juin 2024      | –         | SRA | –                     | Nouvelle livrée AURA (bleu ciel) |
| Z 55921/922 | 211C     | 10 juillet 2024   | –         | SRA | –                     | Nouvelle livrée AURA (bleu ciel) |
| Z 55923/924 | 212C     | 24 juillet 2024   | –         | SRA | –                     | Nouvelle livrée AURA (bleu ciel) |
| Z 55925/926 | 213C     |                   | –         | SRA | –                     | Nouvelle livrée AURA (bleu ciel) |
| Z 55927/928 | 214C     | 31 juillet 2024   | –         | SRA | –                     | Nouvelle livrée AURA (bleu ciel) |
| Z 55929/930 | 215C     | 12 août 2024      | –         | SRA | –                     | Nouvelle livrée AURA (bleu ciel) |

### Matériel automoteur métrique

#### Z 800
| Rames    | Mise en service | Radiation | STF | Baptême/obs | Livrée |
| -------- | --------------- | --------- | --- | ----------- | ------ |
| Z 801/02 | 11 juillet 1997 | –         | SMB | –           |        |
| Z 803/04 | 27 juin 1997    | –         | SMB | –           |        |
| Z 805/06 | 15 juillet 1997 | –         | SMB | –           |        |

#### Z 850
| Rames | Mise en service  | Radiation | STF | Baptême/obs              | Livrée |
| ----- | ---------------- | --------- | --- | ------------------------ | ------ |
| Z 851 | 22 mai 2006      | –         | SMB | Saint-Gervais-Mont-Blanc |        |
| Z 852 | 22 mai 2006      | –         | SMB | Chamonix-Mont-Blanc      |        |
| Z 853 | 22 mai 2006      | –         | SMB | Vallorcine               |        |
| Z 854 | 17 décembre 2007 | –         | SMB | –                        |        |
| Z 855 | 14 janvier 2008  | –         | SMB | –                        |        |
| Z 856 | 2 mai 2008       | –         | SMB | –                        |        |

### Matériel Tram-train

#### U 52500
| Rames      | Identif. | Mise en service | Radiation | STF | Baptême/obs | Livrée |
| ---------- | -------- | --------------- | --------- | --- | ----------- | ------ |
| U 52501/02 | TT 201   | 18 janvier 2013 | –         | SRA | –           | AURA   |
| U 52503/04 | TT 202   | 22 août 2013    | –         | SRA | –           | AURA   |
| U 52505/06 | TT 203   | 4 novembre 2012 | –         | SRA | –           | AURA   |
| U 52507/08 | TT 204   | 12 février 2013 | –         | SRA | –           | AURA   |
| U 52509/10 | TT 205   | 1er août 2011   | –         | SRA | –           | AURA   |
| U 52511/12 | TT 206   | 30 août 2011    | –         | SRA | –           | AURA   |
| U 52513/14 | TT 207   | 6 décembre 2011 | –         | SRA | –           | AURA   |
| U 52515/16 | TT 208   | 6 décembre 2011 | –         | SRA | –           | AURA   |
| U 52517/18 | TT 209   | 6 décembre 2011 | –         | SRA | –           | AURA   |
| U 52519/20 | TT 210   | 2 mai 2012      | –         | SRA | –           | AURA   |
| U 52521/22 | TT 211   | 25 juin 2012    | –         | SRA | –           | AURA   |
| U 52523/24 | TT 212   | 3 juillet 2012  | –         | SRA | –           | AURA   |
| U 52525/26 | TT 213   | 2 juillet 2012  | –         | SRA | –           | AURA   |
| U 52527/28 | TT 214   | 2 juillet 2012  | –         | SRA | –           | AURA   |
| U 52529/30 | TT 215   | 5 juillet 2012  | –         | SRA | –           | AURA   |
| U 52531/32 | TT 216   | 5 juillet 2012  | –         | SRA | –           | AURA   |
| U 52533/34 | TT 217   | 16 juillet 2012 | –         | SRA | –           | AURA   |
| U 52535/36 | TT 218   | 16 juillet 2012 | –         | SRA | –           | AURA   |
| U 52537/38 | TT 219   | 24 juillet 2012 | –         | SRA | –           | AURA   |
| U 52539/40 | TT 220   | 24 juillet 2012 | –         | SRA | –           | AURA   |
| U 52541/42 | TT 221   | 16 juillet 2012 | –         | SRA | –           | AURA   |
| U 52543/44 | TT 222   | 7 août 2012     | –         | SRA | –           | AURA   |
| U 52545/46 | TT 224   | 15 octobre 2012 | –         | SRA | –           | AURA   |
| U 52547/48 | TT 226   | 16 août 2012    | –         | SRA | –           | AURA   |

### Matériel remorqué voyageurs

#### Voitures Corail
- Différents coupons de voitures Corail :
  - Corail TER
  - Corail +
- Voitures-pilotes : 
  - B5uxh
  - B6Dux

## Matériel disparu

### Locomotives

#### BB 67300
| Motrice  | Mise en service  | Radiation       | STF | Baptême/obs | Livrée  |
| -------- | ---------------- | --------------- | --- | ----------- | ------- |
| BB 67305 | 15 janvier 1968  | 9 décembre 2017 | SRA | –           | Bleue   |
| BB 67351 | 1er mai 1969     | 30 juin 2017    | SRA | –           | Bleue   |
| BB 67382 | 22 mars 1977     | 9 décembre 2017 | SRA | –           | Corail+ |
| BB 67386 | 12 décembre 1978 | 9 décembre 2017 | SRA | –           | Bleue   |

### Automoteurs

#### X 72500
| Rames       | Mise en service   | Radiation          | STF | Baptême/obs         | Livrée |
| ----------- | ----------------- | ------------------ | --- | ------------------- | ------ |
| X 72531/532 | 4 mars 1998       | 1er septembre 2020 | SRA | Livrée Kaleïdoscope |        |
| X 72565/566 | 11 septembre 1998 | 1er septembre 2020 | SRA | –                   |        |
| X 72579/580 | 4 novembre 1998   | 1er octobre 2020   | SRA | –                   |        |
| X 72603/604 | 18 janvier 1999   | 28 décembre 2017   | SRA | –                   |        |
| X 72607/608 | 10 février 1999   | 1er septembre 2020 | SRA | –                   |        |
| X 72641/642 | 4 juin 1999       | 1er septembre 2020 | SRA | –                   |        |
| X 72673/674 | 7 octobre 1999    | 1er octobre 2020   | SRA | –                   |        |
| X 72679/680 | 25 novembre 1999  | 1er octobre 2020   | SRA | –                   |        |
| X 72681/682 | 30 novembre 1999  | 1er octobre 2020   | SRA | –                   |        |
| X 72689/690 | 28 décembre 1999  | 1er octobre 2020   | SRA | –                   |        |
| X 72693/694 | 20 janvier 2000   | 1er octobre 2020   | SRA | –                   |        |
| X 72695/696 | 27 janvier 2000   | 1er octobre 2020   | SRA | –                   |        |
| X 72699/700 | 23 février 2000   | 1er septembre 2020 | SRA | –                   |        |
| X 72707/708 | 22 juin 2000      | 2 janvier 2018     | SNO | en pret             |        |
| X 72709/710 | 26 juillet 2000   | 21 décembre 2017   | SRA | –                   |        |
| X 72713/714 | 27 mai 2002       | 19 décembre 2019   | SRA | –                   |        |
| X 72719/720 | 5 août 2002       | 19 décembre 2019   | SRA | –                   |        |
| X 72723/724 | 23 août 2002      | 19 décembre 2019   | SRA | –                   |        |
| X 72727/728 | 11 septembre 2002 | 19 décembre 2019   | SRA | –                   |        |

#### Z 9500
| Rames  | Mise en service   | Radiation          | STF | Baptême/obs  | Livrée |
| ------ | ----------------- | ------------------ | --- | ------------ | ------ |
| Z 9501 | 9 février 1982    | 1er septembre 2020 | SRA | –            |        |
| Z 9502 | 4 novembre 1982   | 17 décembre 2021   | SRA | Arles        |        |
| Z 9503 | 4 novembre 1982   | 1er septembre 2020 | SRA | –            |        |
| Z 9504 | 7 décembre 1982   | 2 janvier 2023     | SRA | –            |        |
| Z 9506 | 4 janvier 1983    | 9 décembre 2017    | SRA | –            |        |
| Z 9507 | 18 février 1983   | 1er septembre 2020 | SRA | –            |        |
| Z 9509 | 15 avril 1983     | 2 janvier 2023     | SRA | –            |        |
| Z 9511 | 6 mai 1983        | 1er octobre 2020   | SRA | –            |        |
| Z 9512 | 24 mai 1983       | 17 décembre 2021   | SRA | –            |        |
| Z 9514 | 6 juin 1983       | 2 janvier 2023     | SRA | –            |        |
| Z 9515 | 4 juillet 1983    | 2 janvier 2023     | SRA | –            |        |
| Z 9516 | 25 juillet 1983   | 1er octobre 2020   | SRA | –            |        |
| Z 9517 | 1er août 1983     | 2 janvier 2023     | SRA | Saint-Priest |        |
| Z 9518 | 12 septembre 1983 | 17 décembre 2021   | SRA | –            |        |

#### Z 9600
| Rames  | Mise en service   | Radiation       | STF | Baptême/obs                        | Livrée |
| ------ | ----------------- | --------------- | --- | ---------------------------------- | ------ |
| Z 9614 | 23 décembre 1985  | 2 janvier 2023  | SRA | –                                  |        |
| Z 9615 | 5 février 1986    | 2 janvier 2023  | SRA | –                                  |        |
| Z 9617 | 6 mars 1986       | 2 janvier 2023  | SRA | Firminy                            |        |
| Z 9619 | 26 janvier 1985   | 12 octobre 2022 | SRA | –                                  |        |
| Z 9620 | 4 février 1985    | 2 janvier 2023  | SRA | Rumilly                            |        |
| Z 9632 | 26 mai 1986       | 2 janvier 2023  | SRA | –                                  |        |
| Z 9633 | 13 juin 1986      | 2 janvier 2023  | SRA | Rives                              |        |
| Z 9634 | 11 juillet 1986   | 2 janvier 2023  | SRA | –                                  |        |
| Z 9635 | 31 juillet 1986   | 2 janvier 2023  | SRA | Chêne-Bougeries Chêne-Bourg Thônex |        |
| Z 9636 | 29 septembre 1986 | 2 janvier 2023  | SRA | –                                  |        |

### Matériel remorqué voyageurs

#### RRR
6 rames de 3 caisses.

#### RIO 88
2 rames de 3 caisses